# Keith Hudson
Pour les articles homonymes, voir Hudson.
Keith Hudson, surnommé le "Prince noir du Reggae" (Kingston, Jamaïque, 1946 - New York, États-Unis, 1984), est un artiste et producteur de reggae jamaïcain.
Il a notamment contribué au développement du dub.

## Biographie

### Premières armes
Élevé dans une famille de musiciens, Hudson commence un premier travail comme dentiste. Il fait rapidement la rencontre de musiciens de renom comme Don Drummond, dont il porta le trombone à la sortie du Studio One de Coxsone Dodd à l'âge de quatorze ans. En 1968, Il effectue ses premières armes musicales en enregistrant des chants sur des riddims rocksteady d'Olympic Records, tels que "Old Broom" et "You Must be Popular". Le succès d'estime de ces premiers 45 tours lui permettent de bénéficier d'un accès à un studio d'enregistrement. Sa première session d'enregistrement donna matière à la production par Ken Boothe de l'original "Old Fashioned Way" qui inspira le "Spanish Omega" de Dennis Alcapone et "Dynamic Fashion Way" d'U-Roy. Dans les mois qui suivirent, il a travailla avec les chanteurs Delroy Wilson, Alton Ellis, Bunny Gale et John Holt. Ses premières productions de DJ comprennent de nombreuses chansons avec Dennis Alcapone et U-Roy, et le "S 90 Skank" de Big Youth, sorti en 1972 devint rapidement son plus grand succès en tant que DJ.

### Période anglaise
À partir de 1974, il abandonne la production d'autres artistes, et s'installe au Royaume-Uni. Il sort l'album "Pick a Dub", qui, plus qu'une succession de pistes Dub, est considéré comme le premier album guidé par une thématique cohérente d'inspiration Dub.

## Période américaine
En 1978, il s'installa en Amérique, et reprit le travail avec la formation instrumentale The Soul Syndicate. Son album Rasta communication (1978), qui avait été précédé par la mixtape dub «Brand», a été bien accueilli par un large public et est considéré comme un classique du reggae roots. Néanmoins à partir des années 1980, ses succès se font plus confidentiels avec l'émergence du Dancehall. 
Hudson est décédé d'un cancer du poumon en novembre 1984.

## Discographie
- Class & Subject - 1972 - Mafia
- Furnace - 1972 - Imbidimts
- Pick A Dub - 1974 - Mamba / Atra / Blood & Fire (CD)
- Entering The Dragon - 1975 - Magnet (réédité par Trojan Records en 2006)
- Flesh Of My Skin, Blood Of My Blood - 1975 - Mamba /Atra 1988
- Torch Of Freedom - 1975 - Mamba / Atra
- Too Expensive - 1976 - Virgin Records
- Brand - 1977 - Joint International (US) / Brand (UK) / Pressure Sounds (CD)
- Rasta Communication - 1978 - Joint International (US)
- From One Extreme To Another - 1979 - Joint International (US)
- Playing It Cool, Playing It Right - 1981 - Joint International (US)
- Nuh Skin Up Dub - 1982 - Joint International (US)
- Steaming Jungle - 1982 - Disc Disk